# Хошун-Узур
Хошун-Узур (рос. Хошун-Узур) — улус Мухоршибірського району, Бурятії Росії. Входить до складу Сільського поселення Хошун-Узурського.
Населення — 500 осіб (2015 рік).